# Chaux-lès-Clerval
Chaux-lès-Clerval is een plaats en voormalige gemeente in het Franse departement Doubs in de regio Bourgogne-Franche-Comté en telt 183 inwoners (2004). De plaats maakt deel uit van het arrondissement Montbéliard.

## Geschiedenis
Chaux-lès-Clerval is op 1 januari 2019 opgeheven en opgegaan in de commune nouvelle Pays-de-Clerval, die exact 2 jaar daarvoor was ontstaan door de fusie van de toenmalige gemeenten Clerval en Santoche.

## Geografie
De oppervlakte van Chaux-lès-Clerval bedraagt 8,4 km², de bevolkingsdichtheid is 21,8 inwoners per km².
De onderstaande kaart toont de ligging van Chaux-lès-Clerval met de belangrijkste infrastructuur en aangrenzende gemeenten.

## Demografie
Onderstaande figuur toont het verloop van het inwonertal (bron: INSEE-tellingen).